# Beulah Marie Dix
Beulah Marie Dix (Kingston, 24 gennaio 1876 – Woodland Hills, 25 settembre 1970) è stata una scrittrice, sceneggiatrice e commediografa statunitense.

## Biografia
Nacque nel Massachusetts, a Kingston, nel 1876. Autrice di libri per bambini e di pièce teatrali, lavorò anche per il cinema, scrivendo soggetti, sceneggiature ed adattamenti. Collaborò, tra gli altri, con Cecil B. DeMille. Nella sua filmografia, si contano quasi una sessantina di lavori che vanno dal 1917 al 1942.
È morta nel 1970 a Woodland Hills, all'età di 94 anni.

## Filmografia

### Sceneggiatrice (parziale)
- On Record, regia di Robert Z. Leonard - sceneggiatura (1917)
- The Prison Without Walls, regia di E. Mason Hopper (1917)
- The Cost of Hatred, regia di George Melford (1917)
- The Girl at Home, regia di Marshall Neilan - sceneggiatura (1917)
- What Money Can't Buy, regia di Lou Tellegen - scenario (1917)
- The Hostage, regia di Robert Thornby - storia e sceneggiatura (1917)
- The Ghost House, regia di William C. de Mille - storia (1917)
- The Sunset Trail, regia di George Melford - sceneggiatura (1917)
- The Call of the East, regia di George H. Melford - soggetto e sceneggiatura (1917)
- Nan of Music Mountain, regia di George Melford e, non accreditato, Cecil B. DeMille - sceneggiatura (1917)
- The Hidden Pearls, regia di George H. Melford (George Melford) (1918)
- Wild Youth, regia di George Melford - sceneggiatura (1918)
- The Girl Who Came Back, regia di Robert G. Vignola - adattamento (1918)
- Women's Weapons, regia di Robert G. Vignola - soggetto e sceneggiatura (1918)
- The Squaw Man, regia di Cecil B. DeMille - soggetto e sceneggiatura (1918)
- Fires of Faith, regia di Edward José - sceneggiatura (1919)
- The Woman Thou Gavest Me, regia di Hugh Ford (1919)
- La spia (Secret Service), regia di Hugh Ford (1919)
- Men, Women, and Money, regia di George Melford - sceneggiatura (1918)
- The Heart of Youth, regia di Robert G. Vignola (1919)
- In Mizzoura, regia di Hugh Ford (1919)
- The Breed of the Treshams
- Sweet Lavender, regia di Paul Powell (1920)
- Held by the Enemy, regia di Donald Crisp (1920)
- The Easy Road
- Paradiso folle (Fool's Paradise), regia di Cecil B. DeMille (1921)
- The Crimson Challenge
- The Ordeal, regia di Paul Powell (1922)
- For the Defense, regia di Paul Powell (1922)
- Borderland, regia di Paul Powell (1922)
- A Daughter of Luxury, regia di Paul Powell - sceneggiatura (1922)
- Nobody's Money
- Children of Jazz
- The Fighting Blade, regia di John S. Robertson - romanzo (1923)
- The Spanish Dancer, regia di Herbert Brenon - adattamento (1923)
- Anime nel turbine (Feet of Clay), regia di Cecil B. DeMille - storia (1924)
- La strega di York (The Road to Yesterday), regia di Cecil B. DeMille - storia, lavoro teatrale, adattamento (1925)
- Io l'ho ucciso (Silence), regia di Rupert Julian - adattamento (1926)
- Sunny Side Up, regia di Donald Crisp (1926)
- Risky Business, regia di Alan Hale (1926)
- Fighting Love
- Il medico di campagna (The Country Doctor), regia di Rupert Julian (1927)
- The Leopard Lady
- Ned McCobb's Daughter
- Lo scorpione (Girls Gone Wild), regia di Lewis Seiler (1929)
- L'affare Manderson (Trent's Last Case), regia di Howard Hawks (1929)

- Conspiracy, regia di Christy Cabanne (1930)

- Sempre nel mio cuore (Ever in My Heart), regia di Archie Mayo - storia (1933)

- Sweater Girl, regia di William Clemens - storia (1942)

### Assistente letteraria
- Fragilità, sei femmina! (The Affairs of Anatol) di Cecil B. DeMille (1921)

## Lavori teatrali
- A Rose o' Plymouth-town (1902)
- The Road to Yesterday con Evelyn Greenleaf Sutherland (1906)
- The Lilac Room (1907)
- Across the Border (1914)
- Moloch (1915)
- The Dream Girl (1924)
- Ragged Army (1934)